# Мотовилівська сільська рада (Фастівський район)
Мотовилівська сільська рада (з 1939 по 2016 року — Червономотовилівська) — адміністративно-територіальна одиниця та орган місцевого самоврядування у Фастівському районі Київської області. Центр — село Мотовилівка.

## Населені пункти
*У 1921 р. створено комітет незаможних селян с.Казенна Мотовилівка.
• у 1923 р. організовано сільську раду с. Каменєво, з 1939 Червономотовилівська з 2016 року Мотовилівська.
• 2020 Мотовилівський старостинський округ Фастівської ОТГ.
Сільській раді підпорядковані села:
- Велика Мотовилівка;
- Вишняки;
- Мотовилівка;
- Тарасенки.

## Склад ради
Рада складається з 20 депутатів та голови.

### Керівний склад ради
| ПІБ                       | Основні відомості                                                                  | Дата обрання | Дата звільнення |
| ------------------------- | ---------------------------------------------------------------------------------- | ------------ | --------------- |
| Сперкач Наталія Василівна | Сільський голова, 1971 року народження, освіта, член Соціалістичної партії України | 26.03.2006   | 31.10.2010      |
| Сперкач Наталія Василівна | Сільський голова, 1971 року народження, освіта вища                                | 31.10.2010   | 25.10.2015      |

Примітка: таблиця складена за даними джерела